# Dipartimento di Guasayán
Guasayán è un dipartimento argentino, situato nella parte occidentale della provincia di Santiago del Estero, con capoluogo San Pedro de Guasayán.
Esso confina a nord con il dipartimento di Río Hondo, a est con il dipartimento di Capital, a sud con il dipartimento di Choya, e a ovest le province di Tucumán e Catamarca.
Secondo il censimento del 2001, su un territorio di 2.588 km², la popolazione ammontava a 7.404 abitanti.
Municipi e “comisiones municipales” del dipartimento sono:
- Doña Luisa
- Guampacha
- Lavalle
- San Pedro de Guasayán
- Villa Guasayán